# 普他蔽蛛
普他蔽蛛（学名：Lathys puta）为卷叶蛛科蔽蛛属的动物。分布于古北区、台湾岛以及中国大陆的浙江、安徽、新疆等地，多见于林间草丛。